# أسكاو (محطة مترو أنفاق مدريد)
أسكاو (بالإسبانية: Ascao)‏ هي محطة مترو أنفاق في مدريد في إسبانيا، تقع على الخط رقم 7.